# Aginszkoje (Bajkálontúli határterület)
Aginszkoje (oroszul: Агинское) 1959 óta városi jellegű település Oroszország ázsiai részén, a Bajkálontúli határterületen; azon belül az Aginszkojei Burját körzetnek, valamint az annak részét képező Aginszkojei járásnak is székhelye. Az Aginszkojei Burját körzet kulturális és közigazgatási központja.

## Elhelyezkedése
Az Aga (az Onon mellékfolyója) bal partján, Csitától 153 km-re délkeletre, az A-350 jelű autóút mentén helyezkedik el. A legközelebbi, 36 km-re lévő vasútállomás Mogojtujban van.

## Története
A település 1781 előtt kezdett kialakulni, amikor az egyébként nomád életmódot folytató burjátok néhány állandó jurtát – igazgatási központként – az Aga folyó mentén állítottak fel. A 19. század végén a településtől kb. 35 km-re épült ki a vasútvonal, ami a sztyeppe életét is fokozatosan megváltoztatta. 
1930-ban tanítóképző technikum alakult, első évfolyamát tíz fő végezte el (1933-ban). Az intézményt többször átszervezték, átnevezték, de jogutódja jelenleg (a 2010-es évek végén) is működik.
Itt van a 2004-ben kialakított tájvédelmi körzet (Aginszkaja sztyep) igazgatósága. A körzetet az Aga és az Onon közötti sztyeppek, szikes puszták természetes növényzetének megőrzésére, ill. visszaállítására, állatvilágának védelmére hozták létre.

## Népessége
- 2002-ben 11 717 fő[4]
- 2010-ben 15 596 fő volt.[5]